# Cueramato
Cueramato är en ort i Mexiko.   Den ligger i kommunen Apatzingán och delstaten Michoacán de Ocampo, i den södra delen av landet, 300 km väster om huvudstaden Mexico City. Cueramato ligger 207 meter över havet och antalet invånare är 148.
Terrängen runt Cueramato är kuperad åt sydväst, men åt nordost är den platt. Runt Cueramato är det ganska tätbefolkat, med 72 invånare per kvadratkilometer. Närmaste större samhälle är Apatzingán, 18,3 km norr om Cueramato. I omgivningarna runt Cueramato växer huvudsakligen savannskog.